# Řád Cienfuega
Řád Cienfuega (španělsky: Orden de Cienfuegos) je kubánské vojenské vyznamenání pojmenované po bojovníku za svobodu a revolucionáři Camilu Cienfuegovi Gorriaránovi. Založen byl roku 1979 a je udílen příslušníkům Kubánských revolučních ozbrojených sil a příslušníkům ozbrojených sil spřátelených států.

## Historie a pravidla udílení
Řád byl založen 10. prosince 1979 zákonem č. 30 a nese jméno kubánského bojovníka za svobodu a revolucionáře Camila Cienfuega Gorriarána.
Udílen je občanům Kuby, kteří jsou či byli příslušníky Kubánských revolučních ozbrojených sil a to jak vojákům v aktivní službě tak rezervistům. Je také udílen vojákům spřátelených zemí jakou byl například Sovětský svaz. Udílen je za mimořádné zásluhy v plánování nebo uskutečnění bojových akcí či za obranu úspěchů a suverenity Kuby. Může být udělen i posmrtně.
Status řádu uvádí konkrétní zásluhy, za které ho je možné udělit. Například příslušníkům letectva může být udělen za sestřelení nepřátelského bombardéru, bojové helikoptéry nebo tří transportních helikoptér, příslušníkům protileteckého dělostřelectva za sestřelení dvou a více letadel či vrtulníků. Dále může být udělen za zničení tří a více tanků či obrněných vozidel, potopení tří a více nepřátelských obojživelných vozidel, za zneškodnění nepřátelské dělostřelecké jednotky, za zničení nepřátelské ponorky a další bojové akce.

## Insignie
Řádový odznak má tvar pozlaceného kovového kříže téměř čtvercového tvaru. Uprostřed je medailon s vyobrazením Camila Cienfuega. Kolem medailonu je zeleně smaltovaný kruh ve spodní části s vavřínovými větvičkami a v horní části s nápisem CAMILO CIENFUEGOS. Na zadní straně je státní znak Kuby a nápis REPUBLICA DE CUBA a CONSEJO DE ESTADO. Odznak se připíná k oděvu pomocí špendlíku. Stuha je karmínově červená s modrým a žlutým pruhem při levém okraji.
S medailí je udílen také diplom, který je podepsaný ministrem státní rady a také kapesní knížka v červené obálce. Oboje slouží jako potvrzení oprávněnosti nosit toto vyznamenání.